# バレーボール2006/07Vチャレンジリーグ
バレーボール 2006/07 Vチャレンジリーグ（ばれーぼーる 2006/07 ぶいちゃれんじりーぐ）は、2007年1月13日から2007年3月25日にかけて行われたVチャレンジリーグの大会である。

## 概要

### 日程
- 男子: 2007年1月13日 - 2007年3月25日
- 女子: 2007年1月20日 - 2007年3月11日

### 試合方法
2回戦総当たりのリーグ戦を行い、優勝チームを決定する。

## 男子

### 参加チーム
| 前回順位 | チーム名                   | 備考               |
| -------- | -------------------------- | ------------------ |
| 2        | 東京ヴェルディ             |                    |
| 3        | FC東京                     |                    |
| 4        | ジェイテクトSTINGS         |                    |
| 5        | 警視庁                     |                    |
| 6        | 大同特殊鋼                 |                    |
| 7        | 近畿クラブスフィーダ       |                    |
| 8        | トヨタ自動車               |                    |
| -        | つくばユナイテッドSun GAIA | 地域リーグより昇格 |
| -        | 富士通                     | 地域リーグより昇格 |

### レギュラーラウンド

#### 1月13日
| #301 | 2007年1月13日 13:01 |                            |                               |                      |                                                              |
| #301 | 2007年1月13日 13:01 | ジェイテクトSTINGS （1勝） | 3 - 0 (25-16) (25-13) (25-23) | トヨタ自動車 （1敗） | 大同特殊鋼体育館 観客数: 350人 主審: 柘植知則 副審: 首藤隆宏 |
| #301 | 2007年1月13日 13:01 |                            |                               |                      | 大同特殊鋼体育館 観客数: 350人 主審: 柘植知則 副審: 首藤隆宏 |

| #302 | 2007年1月13日 15:00 |                                    |                               |                    |                                                            |
| #302 | 2007年1月13日 15:00 | つくばユナイテッドSun GAIA （1勝） | 3 - 1 (23-25) (25-19) (25-23) | 大同特殊鋼 （1敗） | 大同特殊鋼体育館 観客数: 380人 主審: 大塚春夫 副審: 岡谷仁 |
| #302 | 2007年1月13日 15:00 |                                    |                               |                    | 大同特殊鋼体育館 観客数: 380人 主審: 大塚春夫 副審: 岡谷仁 |

| #303 | 2007年1月13日 14:00 |                |                               |                |                                                            |
| #303 | 2007年1月13日 14:00 | FC東京 （1勝） | 3 - 0 (25-23) (25-19) (25-21) | 富士通 （1敗） | 高森町民体育館 観客数: 950人 主審: 浅見靖人 副審: 小林尚人 |
| #303 | 2007年1月13日 14:00 |                |                               |                | 高森町民体育館 観客数: 950人 主審: 浅見靖人 副審: 小林尚人 |

| #304 | 2007年1月13日 15:47 |                              |                               |                        |                                                            |
| #304 | 2007年1月13日 15:47 | 近畿クラブスフィーダ （1敗） | 0 - 3 (10-25) (19-25) (22-25) | 東京ヴェルディ （1勝） | 高森町民体育館 観客数: 900人 主審: 中島俊昌 副審: 鏡味照明 |
| #304 | 2007年1月13日 15:47 |                              |                               |                        | 高森町民体育館 観客数: 900人 主審: 中島俊昌 副審: 鏡味照明 |

#### 1月14日
| #305 | 2007年1月14日 11:00 |                |                                       |                      |                                                              |
| #305 | 2007年1月14日 11:00 | 警視庁 （1勝） | 3 - 1 (25-18) (25-23) (30-32) (25-18) | トヨタ自動車 （2敗） | 大同特殊鋼体育館 観客数: 120人 主審: 大塚春夫 副審: 田畑安史 |
| #305 | 2007年1月14日 11:00 |                |                                       |                      | 大同特殊鋼体育館 観客数: 120人 主審: 大塚春夫 副審: 田畑安史 |

| #306 | 2007年1月14日 13:30 |                            |                               |                    |                                                              |
| #306 | 2007年1月14日 13:30 | ジェイテクトSTINGS （2勝） | 3 - 0 (29-27) (25-22) (25-17) | 大同特殊鋼 （2敗） | 大同特殊鋼体育館 観客数: 325人 主審: 柘植知則 副審: 黒田伸浩 |
| #306 | 2007年1月14日 13:30 |                            |                               |                    | 大同特殊鋼体育館 観客数: 325人 主審: 柘植知則 副審: 黒田伸浩 |

| #307 | 2007年1月14日 11:00 |                |                                              |                        |                                                                          |
| #307 | 2007年1月14日 11:00 | 富士通 （2敗） | 2 - 3 (25-23) (14-25) (21-25) (25-23) (7-15) | 東京ヴェルディ （2勝） | 長野県伊那勤労者福祉センター 観客数: 1,100人 主審: 浅見靖人 副審: 林康彦 |
| #307 | 2007年1月14日 11:00 |                |                                              |                        | 長野県伊那勤労者福祉センター 観客数: 1,100人 主審: 浅見靖人 副審: 林康彦 |

| #308 | 2007年1月14日 13:35 |                              |                               |                |                                                                            |
| #308 | 2007年1月14日 13:35 | 近畿クラブスフィーダ （2敗） | 0 - 3 (19-25) (23-25) (20-25) | FC東京 （2勝） | 長野県伊那勤労者福祉センター 観客数: 1,050人 主審: 中島俊昌 副審: 鏡味照明 |
| #308 | 2007年1月14日 13:35 |                              |                               |                | 長野県伊那勤労者福祉センター 観客数: 1,050人 主審: 中島俊昌 副審: 鏡味照明 |

#### 1月20日
| #309 | 2007年1月20日 13:00 |                      |                                       |                       |                                                              |
| #309 | 2007年1月20日 13:00 | トヨタ自動車 （3敗） | 1 - 3 (21-25) (22-25) (25-16) (18-25) | 大同特殊鋼 （1勝2敗） | 豊田市高岡公園体育館 観客数: 120人 主審: 大下孝 副審: 舘健一 |
| #309 | 2007年1月20日 13:00 |                      |                                       |                       | 豊田市高岡公園体育館 観客数: 120人 主審: 大下孝 副審: 舘健一 |

| #310 | 2007年1月20日 15:22 |                              |                               |                   |                                                                 |
| #310 | 2007年1月20日 15:22 | 近畿クラブスフィーダ （3敗） | 0 - 3 (18-25) (21-25) (19-25) | 富士通 （1勝2敗） | 豊田市高岡公園体育館 観客数: 70人 主審: 柘植知則 副審: 戸川太輔 |
| #310 | 2007年1月20日 15:22 |                              |                               |                   | 豊田市高岡公園体育館 観客数: 70人 主審: 柘植知則 副審: 戸川太輔 |

| #311 | 2007年1月20日 13:00 |                |                                       |                                       |                                                                      |
| #311 | 2007年1月20日 13:00 | FC東京 （3勝） | 3 - 1 (25-17) (25-23) (22-25) (25-17) | つくばユナイテッドSun GAIA （1勝1敗） | 渋民運動公園総合体育館 観客数: 310人 主審: 田代英明 副審: 佐々木美幸 |
| #311 | 2007年1月20日 13:00 |                |                                       |                                       | 渋民運動公園総合体育館 観客数: 310人 主審: 田代英明 副審: 佐々木美幸 |

| #312 | 2007年1月20日 15:10 |                   |                               |                        |                                                                    |
| #312 | 2007年1月20日 15:10 | 警視庁 （1勝1敗） | 0 - 3 (19-25) (22-25) (20-25) | 東京ヴェルディ （3勝） | 渋民運動公園総合体育館 観客数: 318人 主審: 菊地博美 副審: 藤原和紀 |
| #312 | 2007年1月20日 15:10 |                   |                               |                        | 渋民運動公園総合体育館 観客数: 318人 主審: 菊地博美 副審: 藤原和紀 |

#### 1月21日
| #313 | 2007年1月21日 11:00 |                                 |                               |                       |                                                                 |
| #313 | 2007年1月21日 11:00 | 近畿クラブスフィーダ （1勝3敗） | 3 - 1 (22-25) (25-20) (25-22) | 大同特殊鋼 （1勝3敗） | 豊田市高岡公園体育館 観客数: 90人 主審: 山本和良 副審: 柘植知則 |
| #313 | 2007年1月21日 11:00 |                                 |                               |                       | 豊田市高岡公園体育館 観客数: 90人 主審: 山本和良 副審: 柘植知則 |

| #314 | 2007年1月21日 13:20 |                      |                                       |                   |                                                                  |
| #314 | 2007年1月21日 13:20 | トヨタ自動車 （4敗） | 1 - 3 (25-19) (20-25) (15-25) (27-29) | 富士通 （2勝2敗） | 豊田市高岡公園体育館 観客数: 130人 主審: 冨田博一 副審: 小林紀彦 |
| #314 | 2007年1月21日 13:20 |                      |                                       |                   | 豊田市高岡公園体育館 観客数: 130人 主審: 冨田博一 副審: 小林紀彦 |

| #315 | 2007年1月21日 12:00 |                            |                                               |                                       |                                                                        |
| #315 | 2007年1月21日 12:00 | ジェイテクトSTINGS （3勝） | 3 - 2 (22-25) (25-22) (23-25) (25-22) (15-10) | つくばユナイテッドSun GAIA （1勝2敗） | 二戸市総合スポーツセンター 観客数: 801人 主審: 田代英明 副審: 藤原和紀 |
| #315 | 2007年1月21日 12:00 |                            |                                               |                                       | 二戸市総合スポーツセンター 観客数: 801人 主審: 田代英明 副審: 藤原和紀 |

| #316 | 2007年1月21日 14:35 |                   |                               |                |                                                                          |
| #316 | 2007年1月21日 14:35 | 警視庁 （1勝2敗） | 0 - 3 (20-25) (19-25) (18-25) | FC東京 （4勝） | 二戸市総合スポーツセンター 観客数: 852人 主審: 菊地博美 副審: 佐々木美幸 |
| #316 | 2007年1月21日 14:35 |                   |                               |                | 二戸市総合スポーツセンター 観客数: 852人 主審: 菊地博美 副審: 佐々木美幸 |

#### 1月27日
| #317 | 2007年1月27日 14:00 |                                       |                               |                                 |                                                            |
| #317 | 2007年1月27日 14:00 | つくばユナイテッドSun GAIA （2勝2敗） | 3 - 0 (25-23) (25-15) (25-21) | 近畿クラブスフィーダ （1勝4敗） | 新日鐵堺体育館 観客数: 250人 主審: 明井寿枝 副審: 西中野健 |
| #317 | 2007年1月27日 14:00 |                                       |                               |                                 | 新日鐵堺体育館 観客数: 250人 主審: 明井寿枝 副審: 西中野健 |

| #318 | 2007年1月27日 15:56 |                   |                               |                   |                                                          |
| #318 | 2007年1月27日 15:56 | 警視庁 （2勝2敗） | 3 - 0 (25-22) (25-23) (29-27) | 富士通 （2勝3敗） | 新日鐵堺体育館 観客数: 250人 主審: 建井敬 副審: 新道哲郎 |
| #318 | 2007年1月27日 15:56 |                   |                               |                   | 新日鐵堺体育館 観客数: 250人 主審: 建井敬 副審: 新道哲郎 |

| #319 | 2007年1月27日 14:00 |                   |                               |                               |                                                                    |
| #319 | 2007年1月27日 14:00 | FC東京 （5勝0敗） | 3 - 0 (25-21) (25-12) (25-22) | ジェイテクトSTINGS （3勝1敗） | 江戸川区スポーツセンター 観客数: 600人 主審: 大澤正弘 副審: 仲博史 |
| #319 | 2007年1月27日 14:00 |                   |                               |                               | 江戸川区スポーツセンター 観客数: 600人 主審: 大澤正弘 副審: 仲博史 |

| #320 | 2007年1月27日 15:45 |                        |                                       |                       |                                                                      |
| #320 | 2007年1月27日 15:45 | 東京ヴェルディ （4勝） | 3 - 1 (25-22) (18-25) (25-19) (25-21) | 大同特殊鋼 （1勝4敗） | 江戸川区スポーツセンター 観客数: 300人 主審: 丸山道博 副審: 中村智志 |
| #320 | 2007年1月27日 15:45 |                        |                                       |                       | 江戸川区スポーツセンター 観客数: 300人 主審: 丸山道博 副審: 中村智志 |

#### 1月28日
| #321 | 2007年1月28日 11:00 |                                       |                                       |                   |                                                            |
| #321 | 2007年1月28日 11:00 | つくばユナイテッドSun GAIA （2勝3敗） | 1 - 3 (25-15) (17-25) (23-25) (21-25) | 警視庁 （3勝2敗） | 新日鐵堺体育館 観客数: 200人 主審: 小林大樹 副審: 吉岡奈々 |
| #321 | 2007年1月28日 11:00 |                                       |                                       |                   | 新日鐵堺体育館 観客数: 200人 主審: 小林大樹 副審: 吉岡奈々 |

| #322 | 2007年1月28日 13:16 |                      |                               |                                 |                                                            |
| #322 | 2007年1月28日 13:16 | トヨタ自動車 （5敗） | 0 - 3 (17-25) (15-25) (19-25) | 近畿クラブスフィーダ （2勝4敗） | 新日鐵堺体育館 観客数: 200人 主審: 明井寿枝 副審: 米澤領太 |
| #322 | 2007年1月28日 13:16 |                      |                               |                                 | 新日鐵堺体育館 観客数: 200人 主審: 明井寿枝 副審: 米澤領太 |

| #323 | 2007年1月28日 450 |                |                                       |                       |                                                                    |
| #323 | 2007年1月28日 450 | FC東京 （6勝） | 3 - 1 (25-19) (25-23) (23-25) (25-18) | 大同特殊鋼 （1勝5敗） | 江戸川区スポーツセンター 観客数: 450人 主審: 丸山道博 副審: 石井仁 |
| #323 | 2007年1月28日 450 |                |                                       |                       | 江戸川区スポーツセンター 観客数: 450人 主審: 丸山道博 副審: 石井仁 |

| #324 | 2007年1月28日 14:15 |                        |                               |                               |                                                                      |
| #324 | 2007年1月28日 14:15 | 東京ヴェルディ （5勝） | 3 - 0 (25-17) (25-15) (27-25) | ジェイテクトSTINGS （3勝2敗） | 江戸川区スポーツセンター 観客数: 350人 主審: 大澤正弘 副審: 西澤裕之 |
| #324 | 2007年1月28日 14:15 |                        |                               |                               | 江戸川区スポーツセンター 観客数: 350人 主審: 大澤正弘 副審: 西澤裕之 |

#### 2月10日
| #325 | 2007年2月10日 14:00 |                                       |                                               |                           |                                                            |
| #325 | 2007年2月10日 14:00 | つくばユナイテッドSun GAIA （3勝3敗） | 3 - 2 (22-25) (25-22) (25-23) (18-25) (16-14) | 東京ヴェルディ （5勝1敗） | 大山崎町体育館 観客数: 390人 主審: 北村友香 副審: 高岡敏一 |
| #325 | 2007年2月10日 14:00 |                                       |                                               |                           | 大山崎町体育館 観客数: 390人 主審: 北村友香 副審: 高岡敏一 |

| #326 | 2007年2月10日 16:40 |                      |                               |                |                                                            |
| #326 | 2007年2月10日 16:40 | トヨタ自動車 （6敗） | 0 - 3 (15-25) (13-25) (25-27) | FC東京 （7勝） | 大山崎町体育館 観客数: 390人 主審: 加地尚樹 副審: 鈴木孝始 |
| #326 | 2007年2月10日 16:40 |                      |                               |                | 大山崎町体育館 観客数: 390人 主審: 加地尚樹 副審: 鈴木孝始 |

| #327 | 2007年2月10日 13:00 |                       |                               |                   |                                                                  |
| #327 | 2007年2月10日 13:00 | 大同特殊鋼 （1勝6敗） | 0 - 3 (15-25) (19-25) (22-25) | 警視庁 （4勝2敗） | ジェイテクト体育館 観客数: 260人 主審: 高野淳志 副審: 石川三津春 |
| #327 | 2007年2月10日 13:00 |                       |                               |                   | ジェイテクト体育館 観客数: 260人 主審: 高野淳志 副審: 石川三津春 |

| #328 | 2007年2月10日 14:55 |                   |                                       |                               |                                                                |
| #328 | 2007年2月10日 14:55 | 富士通 （2勝4敗） | 2 - 3 (21-25) (25-23) (13-25) (13-15) | ジェイテクトSTINGS （4勝2敗） | ジェイテクト体育館 観客数: 510人 主審: 冨田博一 副審: 戸川太輔 |
| #328 | 2007年2月10日 14:55 |                   |                                       |                               | ジェイテクト体育館 観客数: 510人 主審: 冨田博一 副審: 戸川太輔 |

#### 2月11日
| #329 | 2007年2月11日 11:00 |                                       |                               |                      |                                                            |
| #329 | 2007年2月11日 11:00 | つくばユナイテッドSun GAIA （4勝3敗） | 3 - 0 (25-19) (25-21) (25-18) | トヨタ自動車 （7敗） | 大山崎町体育館 観客数: 410人 主審: 北村友香 副審: 高倉将佳 |
| #329 | 2007年2月11日 11:00 |                                       |                               |                      | 大山崎町体育館 観客数: 410人 主審: 北村友香 副審: 高倉将佳 |

| #330 | 2007年2月11日 12:35 |                           |                                       |                |                                                            |
| #330 | 2007年2月11日 12:35 | 東京ヴェルディ （5勝2敗） | 1 - 3 (17-25) (23-25) (25-23) (21-25) | FC東京 （8勝） | 大山崎町体育館 観客数: 470人 主審: 小野将人 副審: 加地尚樹 |
| #330 | 2007年2月11日 12:35 |                           |                                       |                | 大山崎町体育館 観客数: 470人 主審: 小野将人 副審: 加地尚樹 |

| #331 | 2007年2月11日 11:00 |                       |                       |                   |                                                                |
| #331 | 2007年2月11日 11:00 | 大同特殊鋼 （1勝7敗） | 0 - 3 (15-25) (21-25) | 富士通 （3勝4敗） | ジェイテクト体育館 観客数: 250人 主審: 冨田博一 副審: 山本和志 |
| #331 | 2007年2月11日 11:00 |                       |                       |                   | ジェイテクト体育館 観客数: 250人 主審: 冨田博一 副審: 山本和志 |

| #332 | 2007年2月11日 12:55 |                                 |                               |                               |                                                                |
| #332 | 2007年2月11日 12:55 | 近畿クラブスフィーダ （2勝5敗） | 0 - 3 (23-25) (28-30) (13-25) | ジェイテクトSTINGS （5勝2敗） | ジェイテクト体育館 観客数: 560人 主審: 高野淳志 副審: 笠原隆博 |
| #332 | 2007年2月11日 12:55 |                                 |                               |                               | ジェイテクト体育館 観客数: 560人 主審: 高野淳志 副審: 笠原隆博 |

#### 2月17日
| #333 | 2007年2月17日 14:00 |                               |                                               |                |                                                          |
| #333 | 2007年2月17日 14:00 | ジェイテクトSTINGS （5勝3敗） | 2 - 3 (25-22) (29-27) (16-25) (20-25) (13-15) | FC東京 （9勝） | 南大分体育館 観客数: 600人 主審: 寺嶋数秀 副審: 笠木敏行 |
| #333 | 2007年2月17日 14:00 |                               |                                               |                | 南大分体育館 観客数: 600人 主審: 寺嶋数秀 副審: 笠木敏行 |

| #334 | 2007年2月17日 16:35 |                      |                              |                   |                                                            |
| #334 | 2007年2月17日 16:35 | トヨタ自動車 （8敗） | 0 - 3 (18-25) (8-25) (21-25) | 警視庁 （5勝2敗） | 南大分体育館 観客数: 600人 主審: 安東英児 副審: 小坂真由美 |
| #334 | 2007年2月17日 16:35 |                      |                              |                   | 南大分体育館 観客数: 600人 主審: 安東英児 副審: 小坂真由美 |

| #335 | 2007年2月17日 14:00 |                       |                                       |                   |                                                            |
| #335 | 2007年2月17日 14:00 | 大同特殊鋼 （1勝8敗） | 1 - 3 (25-23) (18-25) (23-25) (20-25) | 富士通 （4勝4敗） | 新日鐵堺体育館 観客数: 280人 主審: 吉岡奈々 副審: 西中野健 |
| #335 | 2007年2月17日 14:00 |                       |                                       |                   | 新日鐵堺体育館 観客数: 280人 主審: 吉岡奈々 副審: 西中野健 |

| #336 | 2007年2月17日 16:25 |                                       |                                       |                                 |                                                          |
| #336 | 2007年2月17日 16:25 | つくばユナイテッドSun GAIA （5勝3敗） | 3 - 1 (25-13) (25-16) (23-25) (25-21) | 近畿クラブスフィーダ （2勝6敗） | 新日鐵堺体育館 観客数: 280人 主審: 村中伸 副審: 佐伯昌昭 |
| #336 | 2007年2月17日 16:25 |                                       |                                       |                                 | 新日鐵堺体育館 観客数: 280人 主審: 村中伸 副審: 佐伯昌昭 |

#### 2月18日
| #337 | 2007年2月18日 11:00 |                   |                               |                               |                                                            |
| #337 | 2007年2月18日 11:00 | 警視庁 （5勝3敗） | 0 - 3 (22-25) (21-25) (17-25) | ジェイテクトSTINGS （6勝3敗） | 大原総合体育館 観客数: 500人 主審: 寺嶋数秀 副審: 笠木敏行 |
| #337 | 2007年2月18日 11:00 |                   |                               |                               | 大原総合体育館 観客数: 500人 主審: 寺嶋数秀 副審: 笠木敏行 |

| #338 | 2007年2月18日 12:50 |                      |                               |                           |                                                          |
| #338 | 2007年2月18日 12:50 | トヨタ自動車 （9敗） | 0 - 3 (16-25) (20-25) (21-25) | 東京ヴェルディ （6勝2敗） | 大原総合体育館 観客数: 500人 主審: 安東英児 副審: 伊東剛 |
| #338 | 2007年2月18日 12:50 |                      |                               |                           | 大原総合体育館 観客数: 500人 主審: 安東英児 副審: 伊東剛 |

| #339 | 2007年2月18日 11:00 |                                       |                                       |                   |                                                            |
| #339 | 2007年2月18日 11:00 | つくばユナイテッドSun GAIA （6勝3敗） | 3 - 1 (25-22) (25-18) (25-27) (25-23) | 富士通 （4勝5敗） | 新日鐵堺体育館 観客数: 150人 主審: 寺口克彦 副審: 米澤領太 |
| #339 | 2007年2月18日 11:00 |                                       |                                       |                   | 新日鐵堺体育館 観客数: 150人 主審: 寺口克彦 副審: 米澤領太 |

| #340 | 2007年2月18日 13:35 |                       |                               |                                 |                                                          |
| #340 | 2007年2月18日 13:35 | 大同特殊鋼 （1勝9敗） | 0 - 3 (17-25) (32-34) (17-25) | 近畿クラブスフィーダ （3勝6敗） | 新日鐵堺体育館 観客数: 200人 主審: 村中伸 副審: 新道哲郎 |
| #340 | 2007年2月18日 13:35 |                       |                               |                                 | 新日鐵堺体育館 観客数: 200人 主審: 村中伸 副審: 新道哲郎 |

#### 2月24日
| #341 | 2007年2月24日 13:00 |                   |                               |                                 |                                                                                          |
| #341 | 2007年2月24日 13:00 | 富士通 （5勝5敗） | 3 - 0 (25-20) (25-23) (25-19) | 近畿クラブスフィーダ （3勝7敗） | 阿南市スポーツ総合センターサンアリーナ体育館 観客数: 785人 主審: 横山寿一 副審: 後東孝志 |
| #341 | 2007年2月24日 13:00 |                   |                               |                                 | 阿南市スポーツ総合センターサンアリーナ体育館 観客数: 785人 主審: 横山寿一 副審: 後東孝志 |

| #342 | 2007年2月24日 14:45 |                       |                              |                                       |                                                                                        |
| #342 | 2007年2月24日 14:45 | トヨタ自動車 （10敗） | 0 - 3 (18-25) (9-25) (20-25) | つくばユナイテッドSun GAIA （7勝3敗） | 阿南市スポーツ総合センターサンアリーナ体育館 観客数: 850人 主審: 江下毅 副審: 津田裕史 |
| #342 | 2007年2月24日 14:45 |                       |                              |                                       | 阿南市スポーツ総合センターサンアリーナ体育館 観客数: 850人 主審: 江下毅 副審: 津田裕史 |

| #343 | 2007年2月24日 14:00 |                   |                               |                 |                                                            |
| #343 | 2007年2月24日 14:00 | 警視庁 （5勝4敗） | 0 - 3 (19-25) (16-25) (18-25) | FC東京 （10勝） | 稲城市総合体育館 観客数: 400人 主審: 仲博史 副審: 饗庭和恵 |
| #343 | 2007年2月24日 14:00 |                   |                               |                 | 稲城市総合体育館 観客数: 400人 主審: 仲博史 副審: 饗庭和恵 |

| #344 | 2007年2月24日 15:40 |                           |                       |                        |                                                            |
| #344 | 2007年2月24日 15:40 | 東京ヴェルディ （7勝2敗） | 3 - 0 (25-18) (25-15) | 大同特殊鋼 （1勝10敗） | 稲城市総合体育館 観客数: 150人 主審: 大澤正弘 副審: 丹野強 |
| #344 | 2007年2月24日 15:40 |                           |                       |                        | 稲城市総合体育館 観客数: 150人 主審: 大澤正弘 副審: 丹野強 |

#### 2月25日
| #345 | 2007年2月25日 11:00 |                                 |                                       |                               |                                                                                          |
| #345 | 2007年2月25日 11:00 | 近畿クラブスフィーダ （3勝8敗） | 1 - 3 (19-25) (26-24) (17-25) (29-31) | ジェイテクトSTINGS （7勝3敗） | 阿南市スポーツ総合センターサンアリーナ体育館 観客数: 580人 主審: 横山寿一 副審: 津田裕史 |
| #345 | 2007年2月25日 11:00 |                                 |                                       |                               | 阿南市スポーツ総合センターサンアリーナ体育館 観客数: 580人 主審: 横山寿一 副審: 津田裕史 |

| #346 | 2007年2月25日 13:20 |                                       |                                       |                   |                                                                                        |
| #346 | 2007年2月25日 13:20 | つくばユナイテッドSun GAIA （8勝3敗） | 3 - 1 (21-25) (40-38) (25-18) (26-24) | 富士通 （5勝6敗） | 阿南市スポーツ総合センターサンアリーナ体育館 観客数: 850人 主審: 江下毅 副審: 後東孝志 |
| #346 | 2007年2月25日 13:20 |                                       |                                       |                   | 阿南市スポーツ総合センターサンアリーナ体育館 観客数: 850人 主審: 江下毅 副審: 後東孝志 |

| #347 | 2007年2月25日 12:00 |                   |                               |                           |                                                              |
| #347 | 2007年2月25日 12:00 | 警視庁 （5勝5敗） | 0 - 3 (20-25) (25-27) (14-25) | 東京ヴェルディ （8勝2敗） | 稲城市総合体育館 観客数: 350人 主審: 田中利昭 副審: 古川浩洋 |
| #347 | 2007年2月25日 12:00 |                   |                               |                           | 稲城市総合体育館 観客数: 350人 主審: 田中利昭 副審: 古川浩洋 |

| #348 | 2007年2月25日 13:45 |                        |                                       |                    |                                                            |
| #348 | 2007年2月25日 13:45 | 大同特殊鋼 （2勝10敗） | 3 - 1 (13-25) (26-24) (32-30) (25-21) | FC東京 （10勝1敗） | 稲城市総合体育館 観客数: 250人 主審: 大澤正弘 副審: 中村中 |
| #348 | 2007年2月25日 13:45 |                        |                                       |                    | 稲城市総合体育館 観客数: 250人 主審: 大澤正弘 副審: 中村中 |

#### 3月10日
| #349 | 2007年3月10日 14:00 |                                 |                               |                   |                                                        |
| #349 | 2007年3月10日 14:00 | 近畿クラブスフィーダ （3勝9敗） | 0 - 3 (22-25) (21-25) (19-25) | 警視庁 （6勝5敗） | 川崎市体育館 観客数: 140人 主審: 澤達大 副審: 新田浩幸 |
| #349 | 2007年3月10日 14:00 |                                 |                               |                   | 川崎市体育館 観客数: 140人 主審: 澤達大 副審: 新田浩幸 |

| #350 | 2007年3月10日 16:00 |                       |                                       |                   |                                                        |
| #350 | 2007年3月10日 16:00 | トヨタ自動車 （11敗） | 1 - 3 (25-23) (28-30) (12-25) (22-25) | 富士通 （6勝6敗） | 川崎市体育館 観客数: 260人 主審: 明井寿枝 副審: 鈴木徹 |
| #350 | 2007年3月10日 16:00 |                       |                                       |                   | 川崎市体育館 観客数: 260人 主審: 明井寿枝 副審: 鈴木徹 |

| #351 | 2007年3月10日 14:00 |                           |                                               |                               |                                                                   |
| #351 | 2007年3月10日 14:00 | 東京ヴェルディ （8勝3敗） | 2 - 3 (25-27) (21-25) (25-22) (25-20) (11-15) | ジェイテクトSTINGS （8勝3敗） | NECニューライフプラザ 観客数: 300人 主審: 田代英明 副審: 及川千春 |
| #351 | 2007年3月10日 14:00 |                           |                                               |                               | NECニューライフプラザ 観客数: 300人 主審: 田代英明 副審: 及川千春 |

| #352 | 2007年3月10日 16:46 |                        |                                              |                                       |                                                                 |
| #352 | 2007年3月10日 16:46 | 大同特殊鋼 （2勝11敗） | 2 - 3 (25-19) (25-16) (22-25) (23-25) (9-15) | つくばユナイテッドSun GAIA （9勝3敗） | NECニューライフプラザ 観客数: 210人 主審: 小林朝実 副審: 田中哲 |
| #352 | 2007年3月10日 16:46 |                        |                                              |                                       | NECニューライフプラザ 観客数: 210人 主審: 小林朝実 副審: 田中哲 |

#### 3月11日
| #353 | 2007年3月11日 11:00 |                   |                                               |                   |                                                          |
| #353 | 2007年3月11日 11:00 | 警視庁 （6勝6敗） | 2 - 3 (25-20) (25-22) (21-25) (22-25) (10-15) | 富士通 （7勝6敗） | 川崎市体育館 観客数: 220人 主審: 明井寿枝 副審: 新田浩幸 |
| #353 | 2007年3月11日 11:00 |                   |                                               |                   | 川崎市体育館 観客数: 220人 主審: 明井寿枝 副審: 新田浩幸 |

| #354 | 2007年3月11日 13:47 |                                  |                               |                          |                                                     |
| #354 | 2007年3月11日 13:47 | 近畿クラブスフィーダ （3勝10敗） | 0 - 3 (21-25) (17-25) (20-25) | トヨタ自動車 （1勝11敗） | 川崎市体育館 観客数: 95人 主審: 澤達大 副審: 亀谷学 |
| #354 | 2007年3月11日 13:47 |                                  |                               |                          | 川崎市体育館 観客数: 95人 主審: 澤達大 副審: 亀谷学 |

| #355 | 2007年3月11日 12:00 |                        |                               |                               |                                                             |
| #355 | 2007年3月11日 12:00 | 大同特殊鋼 （2勝12敗） | 0 - 3 (21-25) (19-25) (23-25) | ジェイテクトSTINGS （9勝3敗） | NECニューライフプラザ 観客数: 400人 主審: 仲博史 副審: 森野 |
| #355 | 2007年3月11日 12:00 |                        |                               |                               | NECニューライフプラザ 観客数: 400人 主審: 仲博史 副審: 森野 |

| #356 | 2007年3月11日 14:00 |                    |                                               |                           |                                                                   |
| #356 | 2007年3月11日 14:00 | FC東京 （11勝1敗） | 3 - 2 (25-16) (25-23) (25-27) (23-25) (15-12) | 東京ヴェルディ （8勝4敗） | NECニューライフプラザ 観客数: 580人 主審: 小林朝実 副審: 野村考一 |
| #356 | 2007年3月11日 14:00 |                    |                                               |                           | NECニューライフプラザ 観客数: 580人 主審: 小林朝実 副審: 野村考一 |

#### 3月17日
| #357 | 2007年3月17日 14:00 |                                        |                                               |                   |                                                              |
| #357 | 2007年3月17日 14:00 | つくばユナイテッドSun GAIA （10勝3敗） | 3 - 2 (24-26) (25-16) (22-25) (25-16) (15-12) | 警視庁 （6勝7敗） | 琴浦町総合体育館 観客数: 600人 主審: 谷本達也 副審: 長谷川隆 |
| #357 | 2007年3月17日 14:00 |                                        |                                               |                   | 琴浦町総合体育館 観客数: 600人 主審: 谷本達也 副審: 長谷川隆 |

| #358 | 2007年3月17日 16:37 |                   |                               |                                |                                                              |
| #358 | 2007年3月17日 16:37 | 富士通 （7勝7敗） | 1 - 3 (22-25) (31-29) (23-25) | ジェイテクトSTINGS （10勝3敗） | 琴浦町総合体育館 観客数: 600人 主審: 横山寿一 副審: 遠藤保司 |
| #358 | 2007年3月17日 16:37 |                   |                               |                                | 琴浦町総合体育館 観客数: 600人 主審: 横山寿一 副審: 遠藤保司 |

| #359 | 2007年3月17日 14:00 |                           |                               |                          |                                                              |
| #359 | 2007年3月17日 14:00 | 東京ヴェルディ （9勝4敗） | 3 - 0 (25-22) (25-10) (25-20) | トヨタ自動車 （1勝12敗） | 新地町総合体育館 観客数: 450人 主審: 国分常弘 副審: 阪田一美 |
| #359 | 2007年3月17日 14:00 |                           |                               |                          | 新地町総合体育館 観客数: 450人 主審: 国分常弘 副審: 阪田一美 |

| #360 | 2007年3月17日 15:45 |                    |                               |                                  |                                                                |
| #360 | 2007年3月17日 15:45 | FC東京 （12勝1敗） | 3 - 0 (25-20) (25-17) (25-18) | 近畿クラブスフィーダ （3勝11敗） | 新地町総合体育館 観客数: 455人 主審: 大澤正弘 副審: 志賀おり江 |
| #360 | 2007年3月17日 15:45 |                    |                               |                                  | 新地町総合体育館 観客数: 455人 主審: 大澤正弘 副審: 志賀おり江 |

#### 3月18日
| #361 | 2007年3月18日 11:00 |                   |                               |                        |                                                                              |
| #361 | 2007年3月18日 11:00 | 警視庁 （6勝8敗） | 0 - 3 (21-25) (19-25) (20-25) | 大同特殊鋼 （3勝12敗） | 気高町農業者トレーニングセンター 観客数: 450人 主審: 横山寿一 副審: 浜本英之 |
| #361 | 2007年3月18日 11:00 |                   |                               |                        | 気高町農業者トレーニングセンター 観客数: 450人 主審: 横山寿一 副審: 浜本英之 |

| #362 | 2007年3月18日 13:00 |                                        |                                       |                                |                                                                              |
| #362 | 2007年3月18日 13:00 | つくばユナイテッドSun GAIA （11勝3敗） | 3 - 1 (25-18) (25-22) (14-25) (25-15) | ジェイテクトSTINGS （10勝4敗） | 気高町農業者トレーニングセンター 観客数: 450人 主審: 長谷川隆 副審: 浜本英之 |
| #362 | 2007年3月18日 13:00 |                                        |                                       |                                | 気高町農業者トレーニングセンター 観客数: 450人 主審: 長谷川隆 副審: 浜本英之 |

| #363 | 2007年3月18日 11:00 |                     |                               |                          |                                                              |
| #363 | 2007年3月18日 11:00 | FC1東京 （13勝1敗） | 3 - 0 (25-19) (25-22) (25-13) | トヨタ自動車 （1勝13敗） | 新地町総合体育館 観客数: 390人 主審: 国分常弘 副審: 清水明広 |
| #363 | 2007年3月18日 11:00 |                     |                               |                          | 新地町総合体育館 観客数: 390人 主審: 国分常弘 副審: 清水明広 |

| #364 | 2007年3月18日 12:42 |                            |                               |                                  |                                                              |
| #364 | 2007年3月18日 12:42 | 東京ヴェルディ （10勝4敗） | 3 - 0 (25-19) (25-17) (25-16) | 近畿クラブスフィーダ （3勝12敗） | 新地町総合体育館 観客数: 420人 主審: 大澤正弘 副審: 阪田一美 |
| #364 | 2007年3月18日 12:42 |                            |                               |                                  | 新地町総合体育館 観客数: 420人 主審: 大澤正弘 副審: 阪田一美 |

#### 3月24日
| #365 | 2007年3月24日 14:00 |                          |                               |                                |                                                                      |
| #365 | 2007年3月24日 14:00 | トヨタ自動車 （1勝14敗） | 0 - 3 (16-25) (18-25) (17-25) | ジェイテクトSTINGS （11勝4敗） | 西原町民体育館 観客数: 662人 主審: グレッグ・ルーオー 副審: 安里克二 |
| #365 | 2007年3月24日 14:00 |                          |                               |                                | 西原町民体育館 観客数: 662人 主審: グレッグ・ルーオー 副審: 安里克二 |

| #366 | 2007年3月24日 15:54 |                   |                               |                                  |                                                            |
| #366 | 2007年3月24日 15:54 | 警視庁 （7勝8敗） | 3 - 0 (25-21) (25-16) (25-19) | 近畿クラブスフィーダ （3勝13敗） | 西原町民体育館 観客数: 675人 主審: 浅見靖人 副審: 久場里則 |
| #366 | 2007年3月24日 15:54 |                   |                               |                                  | 西原町民体育館 観客数: 675人 主審: 浅見靖人 副審: 久場里則 |

| #367 | 2007年3月24日 14:04 |                    |                                       |                                        |                                                          |
| #367 | 2007年3月24日 14:04 | FC東京 （14勝1敗） | 3 - 1 (25-19) (21-25) (31-29) (33-31) | つくばユナイテッドSun GAIA （11勝4敗） | つくばカピオ 観客数: 600人 主審: 大澤正弘 副審: 大内雅美 |
| #367 | 2007年3月24日 14:04 |                    |                                       |                                        | つくばカピオ 観客数: 600人 主審: 大澤正弘 副審: 大内雅美 |

| #368 | 2007年3月24日 16:55 |                   |                                       |                            |                                                          |
| #368 | 2007年3月24日 16:55 | 富士通 （7勝8敗） | 1 - 3 (21-25) (16-25) (25-17) (19-25) | 東京ヴェルディ （11勝4敗） | つくばカピオ 観客数: 300人 主審: 高橋直也 副審: 笠倉雅弘 |
| #368 | 2007年3月24日 16:55 |                   |                                       |                            | つくばカピオ 観客数: 300人 主審: 高橋直也 副審: 笠倉雅弘 |

#### 3月25日
| #369 | 2007年3月25日 11:00 |                        |                                       |                          |                                                            |
| #369 | 2007年3月25日 11:00 | 大同特殊鋼 （4勝12敗） | 3 - 1 (27-29) (26-24) (25-21) (25-19) | トヨタ自動車 （1勝15敗） | 西原町民体育館 観客数: 631人 主審: 浅見靖人 副審: 安里克二 |
| #369 | 2007年3月25日 11:00 |                        |                                       |                          | 西原町民体育館 観客数: 631人 主審: 浅見靖人 副審: 安里克二 |

| #370 | 2007年3月25日 13:31 |                   |                                       |                                |                                                                      |
| #370 | 2007年3月25日 13:31 | 警視庁 （7勝9敗） | 1 - 3 (17-25) (25-14) (20-25) (14-25) | ジェイテクトSTINGS （12勝4敗） | 西原町民体育館 観客数: 657人 主審: グレッグ・ルーオー 副審: 久場里則 |
| #370 | 2007年3月25日 13:31 |                   |                                       |                                | 西原町民体育館 観客数: 657人 主審: グレッグ・ルーオー 副審: 久場里則 |

| #371 | 2007年3月25日 11:00 |                   |                               |                    |                                                          |
| #371 | 2007年3月25日 11:00 | 富士通 （7勝9敗） | 0 - 3 (21-25) (16-25) (20-25) | FC東京 （15勝1敗） | つくばカピオ 観客数: 800人 主審: 高橋直也 副審: 笠倉雅弘 |
| #371 | 2007年3月25日 11:00 |                   |                               |                    | つくばカピオ 観客数: 800人 主審: 高橋直也 副審: 笠倉雅弘 |

| #372 | 2007年3月25日 13:22 |                                        |                               |                            |                                                          |
| #372 | 2007年3月25日 13:22 | つくばユナイテッドSun GAIA （11勝5敗） | 0 - 3 (17-25) (26-28) (23-25) | 東京ヴェルディ （12勝4敗） | つくばカピオ 観客数: 900人 主審: 大澤正弘 副審: 大内雅美 |
| #372 | 2007年3月25日 13:22 |                                        |                               |                            | つくばカピオ 観客数: 900人 主審: 大澤正弘 副審: 大内雅美 |

### 最終順位
| 順位   | チーム名                   | 試合数 | 勝数 | 敗数 | 勝率  | セット率 | 備考                  |
| ------ | -------------------------- | ------ | ---- | ---- | ----- | -------- | --------------------- |
| 優勝   | FC東京                     | 16     | 15   | 1    | 0.938 |          | V・チャレンジマッチへ |
| 準優勝 | 東京ヴェルディ             | 16     | 12   | 4    | 0.750 | 2.688    | V・チャレンジマッチへ |
| 3      | ジェイテクトSTINGS         | 16     | 12   | 4    | 0.750 | 1.857    |                       |
| 4      | つくばユナイテッドSun GAIA | 16     | 11   | 5    | 0.688 |          |                       |
| 5      | 富士通                     | 16     | 7    | 9    | 0.438 | 0.905    |                       |
| 6      | 警視庁                     | 16     | 7    | 9    | 0.438 | 0.897    |                       |
| 7      | 大同特殊鋼                 | 16     | 4    | 12   | 0.250 |          |                       |
| 8      | 近畿クラブスフィーダ       | 16     | 3    | 13   | 0.188 |          |                       |
| 9      | トヨタ自動車               | 16     | 1    | 15   | 0.063 |          |                       |

### 個人賞
| No. | 賞名             | 受賞者   | 所属チーム     | 備考                |
| --- | ---------------- | -------- | -------------- | ------------------- |
| 1   | 優勝監督賞       | 金澤正明 | FC東京         |                     |
| 2   | 最高殊勲選手賞   | 福田誉   | FC東京         |                     |
| 3   | 敢闘賞           | 飯塚俊彦 | 東京ヴェルディ |                     |
| 4   | 新人賞           | 阿部篤史 | FC東京         |                     |
| 5   | 得点王           | 若山智昭 | 大同特殊鋼     | 総得点=276点        |
| 6   | スパイク賞       | 大庭健裕 | FC東京         | 決定率=63.5%        |
| 7   | ブロック賞       | 金丸晃大 | ジェイテクト   | 決定本数=1.00本/set |
| 8   | サーブ賞         | 上道映人 | トヨタ自動車   | 効果率=14.7%        |
| 9   | サーブレシーブ賞 | 濱口純一 | 東京ヴェルディ | 成功率=80.2%        |

### 入れ替え

#### V・チャレンジマッチ

##### 4月14日
| #381 | 2007年4月14日 |                                |       |                                                |  |
| #381 | 2007年4月14日 | FC東京 （チャレンジリーグ1位） | 1 - 3 | 大分三好ヴァイセアドラー （プレミアリーグ8位） |  |
| #381 | 2007年4月14日 |                                |       |                                                |  |

| #382 | 2007年4月14日 |                                        |       |                                         |  |
| #382 | 2007年4月14日 | 東京ヴェルディ （チャレンジリーグ2位） | 2 - 3 | NECブルーロケッツ （プレミアリーグ7位） |  |
| #382 | 2007年4月14日 |                                        |       |                                         |  |

##### 4月15日
| #383 | 2007年4月15日 |                                |       |                                                |  |
| #383 | 2007年4月15日 | FC東京 （チャレンジリーグ1位） | 0 - 3 | 大分三好ヴァイセアドラー （プレミアリーグ8位） |  |
| #383 | 2007年4月15日 |                                |       |                                                |  |

| #384 | 2007年4月15日 |                                        |       |                                         |  |
| #384 | 2007年4月15日 | 東京ヴェルディ （チャレンジリーグ2位） | 0 - 3 | NECブルーロケッツ （プレミアリーグ7位） |  |
| #384 | 2007年4月15日 |                                        |       |                                         |  |

この結果、FC東京・東京ヴェルディのチャレンジリーグ残留が決定。

#### 地域リーグからの昇格
本来入れ替え戦が実施予定だったが中止され、地域リーグ1位のHVCデルフィーノが次期チャレンジリーグ昇格の権利を獲得、「阪神デルフィーノ」に名称を変更して昇格が決定。

## 女子

### 参加チーム
| 前回順位 | チーム名                 | 備考               |
| -------- | ------------------------ | ------------------ |
| 2        | PFUブルーキャッツ        |                    |
| 3        | 三洋電機大阪             |                    |
| 4        | KUROBEアクアフェアリーズ |                    |
| 5        | 健祥会                   |                    |
| 6        | 大野石油広島             |                    |
| 7        | 柏エンゼルクロス         |                    |
| 8        | 上尾メディックス         |                    |
| -        | 栗山米菓B･B Stars        | 地域リーグより昇格 |

### レギュラーラウンド

#### 1月20日
| #701 | 2007年1月20日 14:02 |                          |                                              |                      |                                                              |
| #701 | 2007年1月20日 14:02 | 上尾メディックス （1敗） | 2 - 3 (25-22) (19-25) (27-25) (15-25) (7-15) | 三洋電機大阪 （1勝） | 大東市立市民体育館 観客数: 950人 主審: 村中伸 副審: 吉岡奈々 |
| #701 | 2007年1月20日 14:02 |                          |                                              |                      | 大東市立市民体育館 観客数: 950人 主審: 村中伸 副審: 吉岡奈々 |

| #702 | 2007年1月20日 16:26 |                      |                               |                |                                                                |
| #702 | 2007年1月20日 16:26 | 大野石油広島 （1敗） | 0 - 3 (16-25) (17-25) (19-25) | 健祥会 （1勝） | 大東市立市民体育館 観客数: 800人 主審: 小林大樹 副審: 吉富啓文 |
| #702 | 2007年1月20日 16:26 |                      |                               |                | 大東市立市民体育館 観客数: 800人 主審: 小林大樹 副審: 吉富啓文 |

| #703 | 2007年1月20日 14:00 |                           |                               |                           |                                                                        |
| #703 | 2007年1月20日 14:00 | PFUブルーキャッツ （1勝） | 3 - 0 (25-18) (25-16) (25-11) | 栗山米菓B･B Stars （1敗） | 松任総合運動公園文化体育館 観客数: 850人 主審: 浅見靖人 副審: 村井清彦 |
| #703 | 2007年1月20日 14:00 |                           |                               |                           | 松任総合運動公園文化体育館 観客数: 850人 主審: 浅見靖人 副審: 村井清彦 |

| #704 | 2007年1月20日 15:40 |                          |                                               |                                  |                                                                        |
| #704 | 2007年1月20日 15:40 | 柏エンゼルクロス （1敗） | 2 - 3 (20-25) (25-20) (25-17) (18-25) (14-16) | KUROBEアクアフェアリーズ （1勝） | 松任総合運動公園文化体育館 観客数: 880人 主審: 波佐間英之 副審: 堀秀次 |
| #704 | 2007年1月20日 15:40 |                          |                                               |                                  | 松任総合運動公園文化体育館 観客数: 880人 主審: 波佐間英之 副審: 堀秀次 |

#### 1月21日
| #705 | 2007年1月21日 11:00 |                             |                                       |                   |                                                                |
| #705 | 2007年1月21日 11:00 | 上尾メディックス （1勝1敗） | 3 - 1 (25-23) (25-20) (12-25) (25-17) | 健祥会 （1勝1敗） | 大東市立市民体育館 観客数: 250人 主審: 寺口克彦 副審: 肌勢芳矢 |
| #705 | 2007年1月21日 11:00 |                             |                                       |                   | 大東市立市民体育館 観客数: 250人 主審: 寺口克彦 副審: 肌勢芳矢 |

| #706 | 2007年1月21日 13:05 |                      |                                       |                      |                                                              |
| #706 | 2007年1月21日 13:05 | 三洋電機大阪 （2勝） | 3 - 1 (25-20) (23-25) (25-19) (25-18) | 大野石油広島 （2敗） | 大東市立市民体育館 観客数: 900人 主審: 村中伸 副審: 佐伯昌昭 |
| #706 | 2007年1月21日 13:05 |                      |                                       |                      | 大東市立市民体育館 観客数: 900人 主審: 村中伸 副審: 佐伯昌昭 |

| #707 | 2007年1月21日 11:00 |                           |                               |                                  |                                                                        |
| #707 | 2007年1月21日 11:00 | 栗山米菓B･B Stars （2敗） | 0 - 3 (24-26) (19-25) (15-25) | KUROBEアクアフェアリーズ （2勝） | 松任総合運動公園文化体育館 観客数: 703人 主審: 堀秀次 副審: 波佐間英之 |
| #707 | 2007年1月21日 11:00 |                           |                               |                                  | 松任総合運動公園文化体育館 観客数: 703人 主審: 堀秀次 副審: 波佐間英之 |

| #708 | 2007年1月21日 12:45 |                           |                               |                          |                                                                          |
| #708 | 2007年1月21日 12:45 | PFUブルーキャッツ （2勝） | 3 - 0 (25-22) (25-13) (25-16) | 柏エンゼルクロス （2敗） | 松任総合運動公園文化体育館 観客数: 1,122人 主審: 浅見靖人 副審: 村井清彦 |
| #708 | 2007年1月21日 12:45 |                           |                               |                          | 松任総合運動公園文化体育館 観客数: 1,122人 主審: 浅見靖人 副審: 村井清彦 |

#### 1月27日
| #709 | 2007年1月27日 14:00 |                          |                               |                   |                                                            |
| #709 | 2007年1月27日 14:00 | 柏エンゼルクロス （3敗） | 0 - 3 (18-25) (22-25) (14-25) | 健祥会 （2勝1敗） | 柏市中央体育館 観客数: 400人 主審: 濱中昌志 副審: 花野井茂 |
| #709 | 2007年1月27日 14:00 |                          |                               |                   | 柏市中央体育館 観客数: 400人 主審: 濱中昌志 副審: 花野井茂 |

| #710 | 2007年1月27日 15:40 |                           |                              |                      |                                                            |
| #710 | 2007年1月27日 15:40 | 栗山米菓B･B Stars （3敗） | 0 - 3 (15-25) (9-25) (16-25) | 三洋電機大阪 （3勝） | 柏市中央体育館 観客数: 180人 主審: 上野恵次 副審: 山内大右 |
| #710 | 2007年1月27日 15:40 |                           |                              |                      | 柏市中央体育館 観客数: 180人 主審: 上野恵次 副審: 山内大右 |

| #711 | 2007年1月27日 14:00 |                           |                                              |                             |                                                            |
| #711 | 2007年1月27日 14:00 | PFUブルーキャッツ （3勝） | 3 - 2 (24-26) (25-22) (16-25) (25-18) (15-8) | 上尾メディックス （1勝2敗） | 玉名市総合体育館 観客数: 800人 主審: 原雄一 副審: 須藤義宏 |
| #711 | 2007年1月27日 14:00 |                           |                                              |                             | 玉名市総合体育館 観客数: 800人 主審: 原雄一 副審: 須藤義宏 |

| #712 | 2007年1月27日 16:27 |                                  |                                       |                      |                                                            |
| #712 | 2007年1月27日 16:27 | KUROBEアクアフェアリーズ （3勝） | 3 - 1 (15-25) (25-16) (25-19) (25-18) | 大野石油広島 （3敗） | 玉名市総合体育館 観客数: 800人 主審: 坂本紀一 副審: 田村誠 |
| #712 | 2007年1月27日 16:27 |                                  |                                       |                      | 玉名市総合体育館 観客数: 800人 主審: 坂本紀一 副審: 田村誠 |

#### 1月28日
| #713 | 2007年1月28日 |                   |                       |                           |                                                              |
| #713 | 2007年1月28日 | 健祥会 （3勝1敗） | 3 - 0 (25-22) (25-20) | 栗山米菓B･B Stars （4敗） | 柏市中央体育館 観客数: 280人 主審: 稲岡輝彦 副審: 小笠原孝文 |
| #713 | 2007年1月28日 |                   |                       |                           | 柏市中央体育館 観客数: 280人 主審: 稲岡輝彦 副審: 小笠原孝文 |

| #714 | 2007年1月28日 12:40 |                          |                               |                      |                                                            |
| #714 | 2007年1月28日 12:40 | 柏エンゼルクロス （4敗） | 0 - 3 (19-25) (22-25) (11-25) | 三洋電機大阪 （4勝） | 柏市中央体育館 観客数: 450人 主審: 濱中昌志 副審: 君塚優子 |
| #714 | 2007年1月28日 12:40 |                          |                               |                      | 柏市中央体育館 観客数: 450人 主審: 濱中昌志 副審: 君塚優子 |

| #715 | 2007年1月28日 11:00 |                      |                                       |                           |                                                            |
| #715 | 2007年1月28日 11:00 | 大野石油広島 （4敗） | 1 - 3 (19-25) (24-26) (25-18) (19-25) | PFUブルーキャッツ （4勝） | 山鹿市総合体育館 観客数: 500人 主審: 坂本紀一 副審: 田村誠 |
| #715 | 2007年1月28日 11:00 |                      |                                       |                           | 山鹿市総合体育館 観客数: 500人 主審: 坂本紀一 副審: 田村誠 |

| #716 | 2007年1月28日 13:15 |                             |                                       |                                     |                                                            |
| #716 | 2007年1月28日 13:15 | 上尾メディックス （2勝2敗） | 3 - 1 (25-16) (25-13) (15-25) (25-21) | KUROBEアクアフェアリーズ （3勝1敗） | 山鹿市総合体育館 観客数: 450人 主審: 原雄一 副審: 境敬一郎 |
| #716 | 2007年1月28日 13:15 |                             |                                       |                                     | 山鹿市総合体育館 観客数: 450人 主審: 原雄一 副審: 境敬一郎 |

#### 2月3日
| #717 | 2007年2月3日 13:00 |                   |                               |                           |                                                                          |
| #717 | 2007年2月3日 13:00 | 健祥会 （3勝2敗） | 1 - 3 (18-25) (25-18) (17-25) | PFUブルーキャッツ （5勝） | 健祥会パートナー多目的ホール 観客数: 1,050人 主審: 冨田満 副審: 安井良和 |
| #717 | 2007年2月3日 13:00 |                   |                               |                           | 健祥会パートナー多目的ホール 観客数: 1,050人 主審: 冨田満 副審: 安井良和 |

| #718 | 2007年2月3日 15:05 |                                     |                               |                      |                                                                            |
| #718 | 2007年2月3日 15:05 | KUROBEアクアフェアリーズ （3勝2敗） | 0 - 3 (18-25) (15-25) (14-25) | 三洋電機大阪 （5勝） | 健祥会パートナー多目的ホール 観客数: 630人 主審: 橋本賀津郎 副審: 牛田耕司 |
| #718 | 2007年2月3日 15:05 |                                     |                               |                      | 健祥会パートナー多目的ホール 観客数: 630人 主審: 橋本賀津郎 副審: 牛田耕司 |

| #719 | 2007年2月3日 14:00 |                           |                               |                         |                                                                |
| #719 | 2007年2月3日 14:00 | 栗山米菓B･B Stars （5敗） | 0 - 3 (11-25) (22-25) (19-25) | 大野石油広島 （1勝4敗） | 北秋田市鷹巣体育館 観客数: 200人 主審: 船木洋行 副審: 伊藤公一 |
| #719 | 2007年2月3日 14:00 |                           |                               |                         | 北秋田市鷹巣体育館 観客数: 200人 主審: 船木洋行 副審: 伊藤公一 |

| #720 | 2007年2月3日 15:40 |                          |                                       |                             |                                                                |
| #720 | 2007年2月3日 15:40 | 柏エンゼルクロス （5敗） | 1 - 3 (25-18) (21-25) (17-25) (23-25) | 上尾メディックス （3勝2敗） | 北秋田市鷹巣体育館 観客数: 150人 主審: 田代英明 副審: 三浦敏弘 |
| #720 | 2007年2月3日 15:40 |                          |                                       |                             | 北秋田市鷹巣体育館 観客数: 150人 主審: 田代英明 副審: 三浦敏弘 |

#### 2月4日
| #721 | 2007年2月4日 11:00 |                                     |                               |                           |                                                                            |
| #721 | 2007年2月4日 11:00 | KUROBEアクアフェアリーズ （3勝3敗） | 0 - 3 (16-25) (17-25) (16-25) | PFUブルーキャッツ （6勝） | 健祥会パートナー多目的ホール 観客数: 550人 主審: 橋本賀津郎 副審: 牛田耕司 |
| #721 | 2007年2月4日 11:00 |                                     |                               |                           | 健祥会パートナー多目的ホール 観客数: 550人 主審: 橋本賀津郎 副審: 牛田耕司 |

| #722 | 2007年2月4日 12:43 |                      |                               |                   |                                                                          |
| #722 | 2007年2月4日 12:43 | 三洋電機大阪 （6勝） | 3 - 0 (25-17) (25-19) (25-18) | 健祥会 （3勝3敗） | 健祥会パートナー多目的ホール 観客数: 1,100人 主審: 冨田満 副審: 安井良和 |
| #722 | 2007年2月4日 12:43 |                      |                               |                   | 健祥会パートナー多目的ホール 観客数: 1,100人 主審: 冨田満 副審: 安井良和 |

| #723 | 2007年2月4日 11:00 |                             |                                               |                         |                                                                |
| #723 | 2007年2月4日 11:00 | 上尾メディックス （3勝3敗） | 2 - 3 (20-25) (25-21) (18-25) (25-21) (13-15) | 大野石油広島 （2勝4敗） | 北秋田市鷹巣体育館 観客数: 250人 主審: 田代英明 副審: 三浦敏弘 |
| #723 | 2007年2月4日 11:00 |                             |                                               |                         | 北秋田市鷹巣体育館 観客数: 250人 主審: 田代英明 副審: 三浦敏弘 |

| #724 | 2007年2月4日 13:35 |                             |                               |                           |                                                                |
| #724 | 2007年2月4日 13:35 | 柏エンゼルクロス （1勝5敗） | 3 - 0 (25-17) (25-20) (25-23) | 栗山米菓B･B Stars （6敗） | 北秋田市鷹巣体育館 観客数: 250人 主審: 船木洋行 副審: 伊藤公一 |
| #724 | 2007年2月4日 13:35 |                             |                               |                           | 北秋田市鷹巣体育館 観客数: 250人 主審: 船木洋行 副審: 伊藤公一 |

#### 2月10日
| #725 | 2007年2月10日 14:00 |                             |                               |                         |                                                                              |
| #725 | 2007年2月10日 14:00 | 柏エンゼルクロス （1勝6敗） | 0 - 3 (11-25) (17-25) (22-25) | 大野石油広島 （3勝4敗） | 粕屋町総合体育館（かすやドーム） 観客数: 750人 主審: 須藤義宏 副審: 白石眞士 |
| #725 | 2007年2月10日 14:00 |                             |                               |                         | 粕屋町総合体育館（かすやドーム） 観客数: 750人 主審: 須藤義宏 副審: 白石眞士 |

| #726 | 2007年2月10日 15:40 |                           |                               |                             |                                                                              |
| #726 | 2007年2月10日 15:40 | 栗山米菓B･B Stars （7敗） | 0 - 3 (12-25) (14-25) (13-25) | 上尾メディックス （4勝3敗） | 粕屋町総合体育館（かすやドーム） 観客数: 530人 主審: 樋口武志 副審: 児玉正悟 |
| #726 | 2007年2月10日 15:40 |                           |                               |                             | 粕屋町総合体育館（かすやドーム） 観客数: 530人 主審: 樋口武志 副審: 児玉正悟 |

#### 2月11日
| #727 | 2007年2月11日 11:00 |                         |                       |                           |                                                            |
| #727 | 2007年2月11日 11:00 | 大野石油広島 （4勝4敗） | 3 - 0 (25-18) (25-16) | 栗山米菓B･B Stars （8敗） | 飯塚市体育館 観客数: 1,100人 主審: 樋口武志 副審: 白石眞士 |
| #727 | 2007年2月11日 11:00 |                         |                       |                           | 飯塚市体育館 観客数: 1,100人 主審: 樋口武志 副審: 白石眞士 |

| #728 | 2007年2月11日 12:40 |                             |                                       |                             |                                                        |
| #728 | 2007年2月11日 12:40 | 上尾メディックス （5勝3敗） | 3 - 1 (30-28) (25-13) (23-25) (25-14) | 柏エンゼルクロス （1勝7敗） | 飯塚市体育館 観客数: 810人 主審: 須藤義宏 副審: 亀井聡 |
| #728 | 2007年2月11日 12:40 |                             |                                       |                             | 飯塚市体育館 観客数: 810人 主審: 須藤義宏 副審: 亀井聡 |

| #729 | 2007年2月11日 12:00 |                              |                               |                      |                                                                |
| #729 | 2007年2月11日 12:00 | PFUブルーキャッツ （6勝1敗） | 0 - 3 (20-25) (23-25) (17-25) | 三洋電機大阪 （7勝） | いきいきランド交野 観客数: 1,200人 主審: 塚本健 副審: 新道哲郎 |
| #729 | 2007年2月11日 12:00 |                              |                               |                      | いきいきランド交野 観客数: 1,200人 主審: 塚本健 副審: 新道哲郎 |

| #730 | 2007年2月11日 13:45 |                                     |                                       |                   |                                                              |
| #730 | 2007年2月11日 13:45 | KUROBEアクアフェアリーズ （3勝4敗） | 1 - 3 (27-29) (20-25) (25-22) (21-25) | 健祥会 （4勝3敗） | いきいきランド交野 観客数: 300人 主審: 吉岡奈々 副審: 越村弘 |
| #730 | 2007年2月11日 13:45 |                                     |                                       |                   | いきいきランド交野 観客数: 300人 主審: 吉岡奈々 副審: 越村弘 |

#### 2月12日
| #731 | 2007年2月12日 11:00 |                              |                                               |                   |                                                              |
| #731 | 2007年2月12日 11:00 | PFUブルーキャッツ （7勝1敗） | 3 - 2 (25-21) (23-25) (26-28) (25-21) (15-12) | 健祥会 （4勝4敗） | いきいきランド交野 観客数: 350人 主審: 建井敬 副審: 吉岡奈々 |
| #731 | 2007年2月12日 11:00 |                              |                                               |                   | いきいきランド交野 観客数: 350人 主審: 建井敬 副審: 吉岡奈々 |

| #732 | 2007年2月12日 13:30 |                      |                               |                                     |                                                                |
| #732 | 2007年2月12日 13:30 | 三洋電機大阪 （8勝） | 3 - 0 (25-15) (25-21) (25-14) | KUROBEアクアフェアリーズ （3勝5敗） | いきいきランド交野 観客数: 1,050人 主審: 塚本健 副審: 濱田英典 |
| #732 | 2007年2月12日 13:30 |                      |                               |                                     | いきいきランド交野 観客数: 1,050人 主審: 塚本健 副審: 濱田英典 |

#### 2月24日
| #733 | 2007年2月24日 14:00 |                              |                               |                           |                                                                    |
| #733 | 2007年2月24日 14:00 | PFUブルーキャッツ （8勝1敗） | 3 - 0 (25-15) (25-10) (25-15) | 栗山米菓B･B Stars （9敗） | 白根カルチャーセンター 観客数: 800人 主審: 野村考一 副審: 川瀬敏裕 |
| #733 | 2007年2月24日 14:00 |                              |                               |                           | 白根カルチャーセンター 観客数: 800人 主審: 野村考一 副審: 川瀬敏裕 |

| #734 | 2007年2月24日 15:40 |                             |                                              |                                     |                                                                    |
| #734 | 2007年2月24日 15:40 | 柏エンゼルクロス （2勝7敗） | 3 - 2 (25-23) (21-25) (25-22) (15-25) (15-8) | KUROBEアクアフェアリーズ （3勝6敗） | 白根カルチャーセンター 観客数: 300人 主審: 高野淳志 副審: 池上宗継 |
| #734 | 2007年2月24日 15:40 |                             |                                              |                                     | 白根カルチャーセンター 観客数: 300人 主審: 高野淳志 副審: 池上宗継 |

| #735 | 2007年2月24日 14:00 |                      |                                       |                             |                                                          |
| #735 | 2007年2月24日 14:00 | 三洋電機大阪 （9勝） | 3 - 1 (20-25) (25-12) (25-21) (25-18) | 上尾メディックス （5勝4敗） | 上尾市民体育館 観客数: 472人 主審: 浅見靖人 副審: 田中勝 |
| #735 | 2007年2月24日 14:00 |                      |                                       |                             | 上尾市民体育館 観客数: 472人 主審: 浅見靖人 副審: 田中勝 |

| #736 | 2007年2月24日 15:15 |                   |                               |                         |                                                            |
| #736 | 2007年2月24日 15:15 | 健祥会 （4勝5敗） | 1 - 3 (25-23) (14-25) (16-25) | 大野石油広島 （5勝4敗） | 上尾市民体育館 観客数: 236人 主審: 中里明啓 副審: 長島秀人 |
| #736 | 2007年2月24日 15:15 |                   |                               |                         | 上尾市民体育館 観客数: 236人 主審: 中里明啓 副審: 長島秀人 |

#### 2月25日
| #737 | 2007年2月25日 11:00 |                              |                               |                             |                                                                    |
| #737 | 2007年2月25日 11:00 | PFUブルーキャッツ （9勝1敗） | 3 - 0 (25-13) (25-22) (25-11) | 柏エンゼルクロス （2勝8敗） | 白根カルチャーセンター 観客数: 600人 主審: 高野淳志 副審: 赤川孝義 |
| #737 | 2007年2月25日 11:00 |                              |                               |                             | 白根カルチャーセンター 観客数: 600人 主審: 高野淳志 副審: 赤川孝義 |

| #738 | 2007年2月25日 12:45 |                                     |                       |                            |                                                                    |
| #738 | 2007年2月25日 12:45 | KUROBEアクアフェアリーズ （4勝6敗） | 3 - 0 (25-18) (25-19) | 栗山米菓B･B Stars （10敗） | 白根カルチャーセンター 観客数: 800人 主審: 野村考一 副審: 船山久尚 |
| #738 | 2007年2月25日 12:45 |                                     |                       |                            | 白根カルチャーセンター 観客数: 800人 主審: 野村考一 副審: 船山久尚 |

| #739 | 2007年2月25日 11:00 |                       |                                       |                         |                                                            |
| #739 | 2007年2月25日 11:00 | 三洋電機大阪 （10勝） | 3 - 1 (25-16) (23-25) (25-18) (25-13) | 大野石油広島 （5勝5敗） | 上尾市民体育館 観客数: 265人 主審: 小野沢一宏 副審: 田中勝 |
| #739 | 2007年2月25日 11:00 |                       |                                       |                         | 上尾市民体育館 観客数: 265人 主審: 小野沢一宏 副審: 田中勝 |

| #740 | 2007年2月25日 13:10 |                   |                                       |                             |                                                            |
| #740 | 2007年2月25日 13:10 | 健祥会 （4勝6敗） | 1 - 3 (16-25) (25-20) (24-26) (26-28) | 上尾メディックス （6勝4敗） | 上尾市民体育館 観客数: 693人 主審: 浅見靖人 副審: 阿部孝広 |
| #740 | 2007年2月25日 13:10 |                   |                                       |                             | 上尾市民体育館 観客数: 693人 主審: 浅見靖人 副審: 阿部孝広 |

#### 3月3日
| #741 | 2007年3月3日 14:00 |                         |                               |                                     |                                                            |
| #741 | 2007年3月3日 14:00 | 大野石油広島 （6勝5敗） | 3 - 0 (25-21) (25-16) (25-20) | KUROBEアクアフェアリーズ （4勝7敗） | 猫田記念体育館 観客数: 700人 主審: 小野将人 副審: 種元桂子 |
| #741 | 2007年3月3日 14:00 |                         |                               |                                     | 猫田記念体育館 観客数: 700人 主審: 小野将人 副審: 種元桂子 |

| #742 | 2007年3月3日 15:40 |                               |                               |                             |                                                            |
| #742 | 2007年3月3日 15:40 | PFUブルーキャッツ （10勝1敗） | 3 - 0 (25-19) (25-21) (25-11) | 上尾メディックス （6勝5敗） | 猫田記念体育館 観客数: 500人 主審: 前川清隆 副審: 飯田一明 |
| #742 | 2007年3月3日 15:40 |                               |                               |                             | 猫田記念体育館 観客数: 500人 主審: 前川清隆 副審: 飯田一明 |

| #743 | 2007年3月3日 14:00 |                            |                               |                       |                                                          |
| #743 | 2007年3月3日 14:00 | 栗山米菓B･B Stars （11敗） | 0 - 3 (13-25) (15-25) (16-25) | 三洋電機大阪 （11勝） | 伊予市民体育館 観客数: 350人 主審: 冨田博一 副審: 谷岡淳 |
| #743 | 2007年3月3日 14:00 |                            |                               |                       | 伊予市民体育館 観客数: 350人 主審: 冨田博一 副審: 谷岡淳 |

| #744 | 2007年3月3日 15:45 |                   |                               |                             |                                                              |
| #744 | 2007年3月3日 15:45 | 健祥会 （5勝6敗） | 3 - 0 (25-16) (25-17) (25-22) | 柏エンゼルクロス （2勝9敗） | 伊予市民体育館 観客数: 400人 主審: 安藤晋一郎 副審: 志波大介 |
| #744 | 2007年3月3日 15:45 |                   |                               |                             | 伊予市民体育館 観客数: 400人 主審: 安藤晋一郎 副審: 志波大介 |

#### 3月4日
| #745 | 2007年3月4日 11:00 |                                     |                               |                             |                                                            |
| #745 | 2007年3月4日 11:00 | KUROBEアクアフェアリーズ （4勝8敗） | 0 - 3 (22-25) (17-25) (19-25) | 上尾メディックス （7勝5敗） | 猫田記念体育館 観客数: 500人 主審: 横山寿一 副審: 切田清子 |
| #745 | 2007年3月4日 11:00 |                                     |                               |                             | 猫田記念体育館 観客数: 500人 主審: 横山寿一 副審: 切田清子 |

| #746 | 2007年3月4日 12:45 |                               |                                               |                         |                                                            |
| #746 | 2007年3月4日 12:45 | PFUブルーキャッツ （11勝1敗） | 3 - 2 (23-25) (25-21) (25-15) (21-25) (15-12) | 大野石油広島 （6勝6敗） | 猫田記念体育館 観客数: 500人 主審: 小野将人 副審: 荒谷和繁 |
| #746 | 2007年3月4日 12:45 |                               |                                               |                         | 猫田記念体育館 観客数: 500人 主審: 小野将人 副審: 荒谷和繁 |

| #747 | 2007年3月4日 11:00 |                              |                               |                       |                                                          |
| #747 | 2007年3月4日 11:00 | 柏エンゼルクロス （2勝10敗） | 0 - 3 (13-25) (21-25) (20-25) | 三洋電機大阪 （12勝） | 伊予市民体育館 観客数: 300人 主審: 冨田博一 副審: 谷岡淳 |
| #747 | 2007年3月4日 11:00 |                              |                               |                       | 伊予市民体育館 観客数: 300人 主審: 冨田博一 副審: 谷岡淳 |

| #748 | 2007年3月4日 12:47 |                   |                                       |                            |                                                              |
| #748 | 2007年3月4日 12:47 | 健祥会 （6勝6敗） | 3 - 1 (22-25) (25-20) (25-22) (25-16) | 栗山米菓B･B Stars （12敗） | 伊予市民体育館 観客数: 300人 主審: 志波大介 副審: 安藤晋一郎 |
| #748 | 2007年3月4日 12:47 |                   |                                       |                            | 伊予市民体育館 観客数: 300人 主審: 志波大介 副審: 安藤晋一郎 |

#### 3月10日
| #749 | 2007年3月10日 14:00 |                               |                                       |                                     |                                                                    |
| #749 | 2007年3月10日 14:00 | PFUブルーキャッツ （12勝1敗） | 3 - 1 (22-25) (25-19) (25-17) (25-22) | KUROBEアクアフェアリーズ （4勝9敗） | 黒部市総合体育センター 観客数: 1,000人 主審: 高野淳志 副審: 黒地忍 |
| #749 | 2007年3月10日 14:00 |                               |                                       |                                     | 黒部市総合体育センター 観客数: 1,000人 主審: 高野淳志 副審: 黒地忍 |

| #750 | 2007年3月10日 16:13 |                   |                                              |                       |                                                                      |
| #750 | 2007年3月10日 16:13 | 健祥会 （6勝7敗） | 2 - 3 (25-23) (22-25) (26-24) (21-25) (7-15) | 三洋電機大阪 （13勝） | 黒部市総合体育センター 観客数: 1,500人 主審: 三見洋子 副審: 新酒直幸 |
| #750 | 2007年3月10日 16:13 |                   |                                              |                       | 黒部市総合体育センター 観客数: 1,500人 主審: 三見洋子 副審: 新酒直幸 |

| #751 | 2007年3月10日 14:00 |                               |                                               |                              |                                                                  |
| #751 | 2007年3月10日 14:00 | 栗山米菓B･B Stars （1勝12敗） | 3 - 2 (25-22) (17-25) (18-25) (25-15) (15-13) | 柏エンゼルクロス （2勝11敗） | 野田市総合公園体育館 観客数: 320人 主審: 浅見靖人 副審: 花野井茂 |
| #751 | 2007年3月10日 14:00 |                               |                                               |                              | 野田市総合公園体育館 観客数: 320人 主審: 浅見靖人 副審: 花野井茂 |

| #752 | 2007年3月10日 16:25 |                         |                               |                             |                                                              |
| #752 | 2007年3月10日 16:25 | 大野石油広島 （6勝7敗） | 1 - 3 (17-25) (25-21) (21-25) | 上尾メディックス （8勝5敗） | 野田市総合公園体育館 観客数: 110人 主審: 坪誠 副審: 湯上準一 |
| #752 | 2007年3月10日 16:25 |                         |                               |                             | 野田市総合公園体育館 観客数: 110人 主審: 坪誠 副審: 湯上準一 |

#### 3月11日
| #753 | 2007年3月11日 11:00 |                               |                               |                          |                                                                      |
| #753 | 2007年3月11日 11:00 | PFUブルーキャッツ （13勝1敗） | 3 - 1 (25-23) (27-29) (25-20) | 三洋電機大阪 （13勝1敗） | 黒部市総合体育センター 観客数: 1,000人 主審: 三見洋子 副審: 沖田直久 |
| #753 | 2007年3月11日 11:00 |                               |                               |                          | 黒部市総合体育センター 観客数: 1,000人 主審: 三見洋子 副審: 沖田直久 |

| #754 | 2007年3月11日 13:23 |                   |                                       |                                     |                                                                        |
| #754 | 2007年3月11日 13:23 | 健祥会 （6勝8敗） | 1 - 3 (23-25) (28-26) (16-25) (23-25) | KUROBEアクアフェアリーズ （5勝9敗） | 黒部市総合体育センター 観客数: 1,500人 主審: 高野淳志 副審: 五十里勘司 |
| #754 | 2007年3月11日 13:23 |                   |                                       |                                     | 黒部市総合体育センター 観客数: 1,500人 主審: 高野淳志 副審: 五十里勘司 |

| #755 | 2007年3月11日 11:00 |                               |                                       |                             |                                                                |
| #755 | 2007年3月11日 11:00 | 栗山米菓B･B Stars （1勝13敗） | 1 - 3 (13-25) (17-25) (25-18) (12-25) | 上尾メディックス （9勝5敗） | 野田市総合公園体育館 観客数: 170人 主審: 杉山哲 副審: 上野恵次 |
| #755 | 2007年3月11日 11:00 |                               |                                       |                             | 野田市総合公園体育館 観客数: 170人 主審: 杉山哲 副審: 上野恵次 |

| #756 | 2007年3月11日 12:55 |                         |                               |                              |                                                                  |
| #756 | 2007年3月11日 12:55 | 大野石油広島 （7勝7敗） | 3 - 0 (25-22) (25-18) (25-19) | 柏エンゼルクロス （2勝12敗） | 野田市総合公園体育館 観客数: 170人 主審: 浅見靖人 副審: 稲岡輝彦 |
| #756 | 2007年3月11日 12:55 |                         |                               |                              | 野田市総合公園体育館 観客数: 170人 主審: 浅見靖人 副審: 稲岡輝彦 |

### 最終順位
| 順位   | チーム名                 | 試合数 | 勝数 | 敗数 | 勝率  | セット率 | 備考                  |
| ------ | ------------------------ | ------ | ---- | ---- | ----- | -------- | --------------------- |
| 優勝   | 三洋電機大阪             | 14     | 13   | 1    | 0.929 | 4.000    | V・チャレンジマッチへ |
| 準優勝 | PFUブルーキャッツ        | 14     | 13   | 1    | 0.929 | 3.000    | V・チャレンジマッチへ |
| 3      | 上尾メディックス         | 14     | 9    | 5    | 0.643 |          |                       |
| 4      | 大野石油広島             | 14     | 7    | 7    | 0.500 |          |                       |
| 5      | 健祥会                   | 14     | 6    | 8    | 0.429 |          |                       |
| 6      | KUROBEアクアフェアリーズ | 14     | 5    | 9    | 0.357 |          |                       |
| 7      | 柏エンゼルクロス         | 14     | 2    | 12   | 0.143 |          |                       |
| 8      | 栗山米菓B･B Stars        | 14     | 1    | 13   | 0.071 |          | 入れ替え戦へ          |

### 個人賞
| No. | 賞名             | 受賞者     | 所属チーム   | 備考                |
| --- | ---------------- | ---------- | ------------ | ------------------- |
| 1   | 優勝監督賞       | 藤本幹朗   | 三洋電機大阪 |                     |
| 2   | 最高殊勲選手賞   | 村上友香   | 三洋電機大阪 |                     |
| 3   | 敢闘賞           | 古藤千鶴   | PFU          |                     |
| 4   | 新人賞           | 伊藤睦美   | KUROBE       |                     |
| 5   | 得点王           | 佐々木侑   | PFU          | 総得点=283点        |
| 6   | スパイク賞       | 石原亜希菜 | PFU          | 決定率=52.0%        |
| 7   | ブロック賞       | 佐藤奈美   | 栗山米菓     | 決定本数=0.85本/set |
| 8   | サーブ賞         | 山元瞳     | 三洋電機大阪 | 効果率=20.8%        |
| 9   | サーブレシーブ賞 | 松田直子   | 健祥会       | 成功率=77.9%        |

### 入れ替え

#### V・チャレンジマッチ

##### 4月14日
| #761 | 2007年4月14日 |                                      |       |                                               |  |
| #761 | 2007年4月14日 | 三洋電機大阪 （チャレンジリーグ1位） | 1 - 3 | トヨタ車体クインシーズ （プレミアリーグ10位） |  |
| #761 | 2007年4月14日 |                                      |       |                                               |  |

| #762 | 2007年4月14日 |                             |       |                                          |  |
| #762 | 2007年4月14日 | PFU （チャレンジリーグ2位） | 0 - 3 | 日立佐和リヴァーレ （プレミアリーグ9位） |  |
| #762 | 2007年4月14日 |                             |       |                                          |  |

##### 4月15日
| #763 | 2007年4月15日 |                                      |       |                                               |  |
| #763 | 2007年4月15日 | 三洋電機大阪 （チャレンジリーグ1位） | 0 - 3 | トヨタ車体クインシーズ （プレミアリーグ10位） |  |
| #763 | 2007年4月15日 |                                      |       |                                               |  |

| #764 | 2007年4月15日 |                             |       |                                          |  |
| #764 | 2007年4月15日 | PFU （チャレンジリーグ2位） | 0 - 3 | 日立佐和リヴァーレ （プレミアリーグ9位） |  |
| #764 | 2007年4月15日 |                             |       |                                          |  |

この結果、PFU・三洋電機大阪のチャレンジリーグ残留が決定。

#### 入れ替え戦
調整が難航し、チャレンジリーグ8位の栗山米菓B･B Starsと地域リーグ1位の四国Eighty 8 Queenの2チーム間で行われた。

##### 4月14日
| #771 | 2007年4月14日 |                                           |                               |                                     |                |
| #771 | 2007年4月14日 | 栗山米菓B･B Stars （チャレンジリーグ8位） | 0 - 3 (13-25) (19-25) (23-25) | 四国Eighy 8 Queen （地域リーグ1位） | 猫田記念体育館 |
| #771 | 2007年4月14日 |                                           |                               |                                     | 猫田記念体育館 |

##### 4月15日
| #772 | 2007年4月15日 |                                           |                               |                                     |                |
| #772 | 2007年4月15日 | 栗山米菓B･B Stars （チャレンジリーグ8位） | 0 - 3 (15-25) (18-25) (21-25) | 四国Eighy 8 Queen （地域リーグ1位） | 猫田記念体育館 |
| #772 | 2007年4月15日 |                                           |                               |                                     | 猫田記念体育館 |

この結果、四国Eighy 8 Queenのチャレンジリーグ昇格が決定。